# Bernhard Ziegler (Theologe)

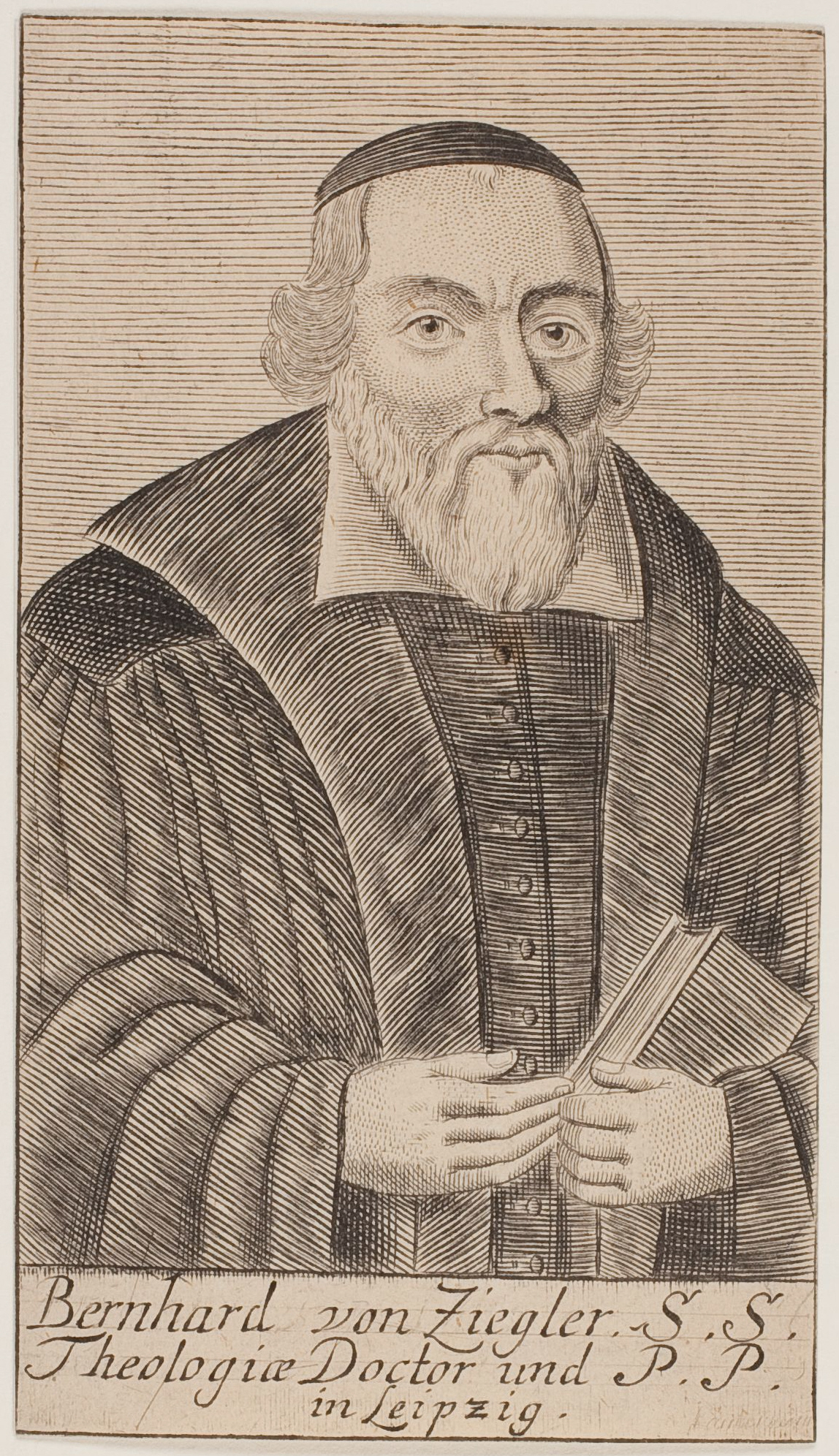
Bernhard Ziegler

Bernhard Ziegler (* 10. November 1496 in Gauernitz; † 2. Januar 1552 in Leipzig) war ein lutherischer Theologe, Hebraist und Reformator.

## Leben
Bernhard Ziegler stammte aus einer niederadeligen Familie und war der Sohn des herzoglich-sächsischen Rats und Hauptmanns in Friesland Caspar Ziegler auf Gauernitz und der Katharina von Miltitz sowie ein Cousin des Stiftshauptmanns Hieronymus Ziegler, dem Begründer der Linie Ziegler und Klipphausen.
1512 studierte er in Leipzig. Bei Antonius Margaritha lernte er Hebräisch.
Um 1521 wurde er Mönch im Kloster Altzella, verließ das Kloster aber wieder und wandte sich der Lehre Luthers zu. Wahrscheinlich hielt er sich ab Herbst 1526 mit Conrad Cordatus in Liegnitz auf, wohin auch Theodor Bibliander als Lehrer berufen wurde. Johann Heß gedachte in Briefen der Beredsamkeit seiner Gattin. Infolge der Pest stellte die Hochschule jedoch bald den Betrieb ein.
Ab 1525 wirkte er in Ansbach als Hebräischprofessor und Reformator. Hier war er Propst des Kollegiatstifts St. Gumbertus.
1540 gelangte er auf Empfehlung Martin Luthers und Philipp Melanchthons an die Universität Leipzig, wo er 1541 Bacc. Theol. und Lic. Theol., 1543 Dr. theol. wurde. Ab 1544 war er Mitglied der Theologischen Fakultät. Er war Präzeptor von Valentin Winsheim aus Dippoldiswalde.
Er bezog Partei für Matthias Lauterwald im Streit mit Osiander. Er stritt auch mit Michael Helding und Nikolaus von Amsdorf. Er kümmerte sich um die Familie des 1547 verstorbenen Dominicus Sleupner. Mit Zieglers Disputationsthese vom Himmel der Himmel wurde Osiander im Sommer 1549 bekannt.
Er gehörte zu den Sprachexperten, die Luther wiederholt zur Revision seiner deutschen Bibelübersetzung heranzog.
Bernhard Ziegler war verheiratet mit Anna von Krosigk und hinterließ einen Sohn namens Christoph, der Besitzer des Rittergutes Berbisdorf war, jedoch selbst keine Nachkommen hinterließ. Er ist in St. Pauli in Leipzig begraben.

## Werke
- Capita Disputationis de Ecclesia, Iustitia, Fide ac Ministerio eius, ex Iesaia, Leipzig 1544. (Digitalisat)
- De Sacramento Altaris, Seu Coena Dominica et Missa, Leipzig 1548. (Digitalisat)
- Oratio de coniunctione et unitate Christianorum, contra non necessarias separationes, et aemulationes perversas, Leipzig 1549. (Digitalisat)